# Acronicta snowi
Acronicta snowi là một loài bướm đêm trong họ Noctuidae.